# Kasteel Ter Lede

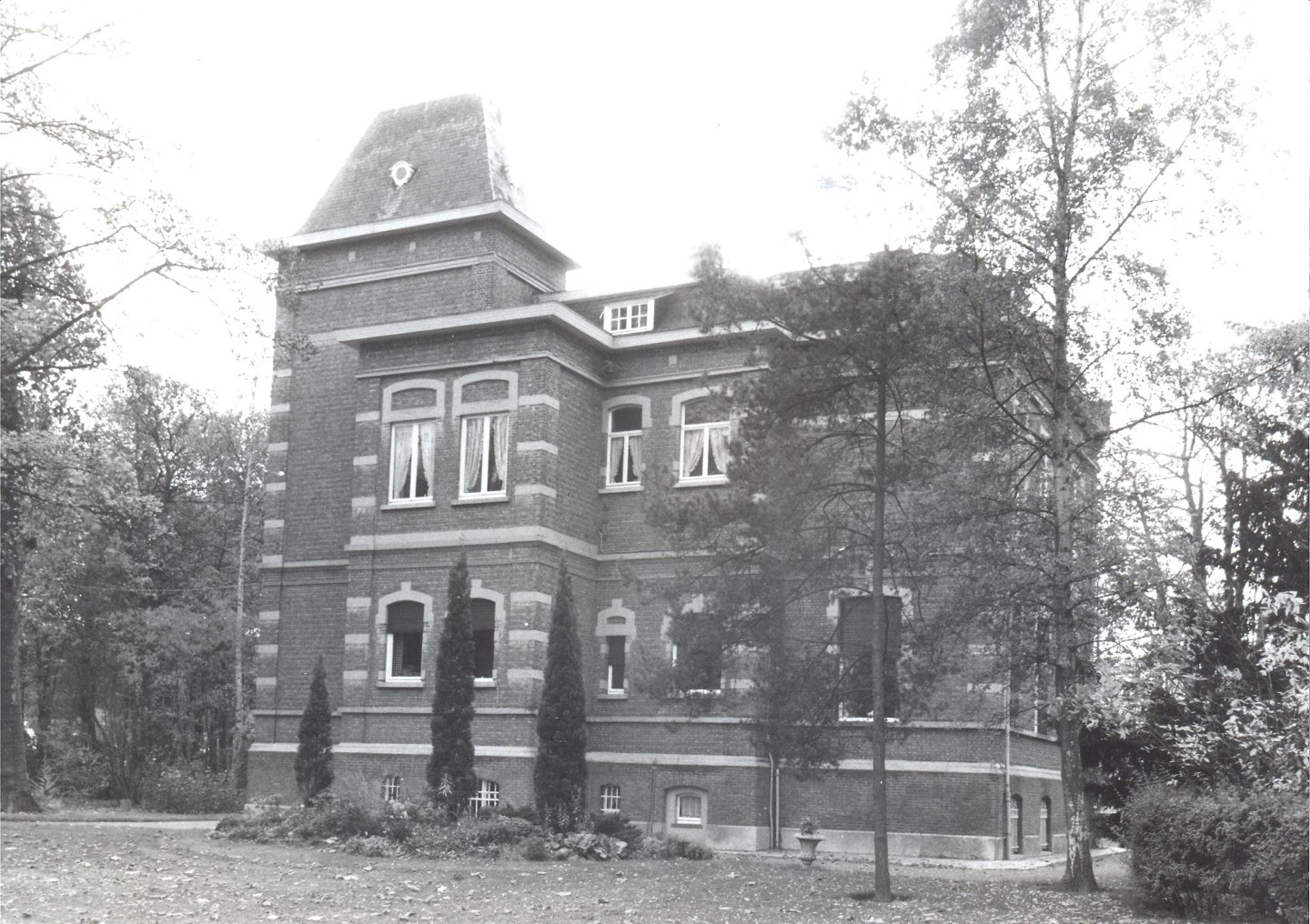
Kasteel Ter Lede

Kasteel Ter Lede is een kasteel in de Oost-Vlaamse plaats Destelbergen, gelegen aan Stationsstraat 92.
Dit kasteel werd gebouwd in 1887 in eclectische stijl, in opdracht van de familie Coget de la Kethulle. Later kwam het aan de familie Morel de Westgaver. Het omvat onder meer een trapgevel en een hoektoren op rechthoekige plattegrond.
Op het domein bevindt zich ook een koetshuis annex personeelswoning.
Het geheel bevindt zich in een park dat in Engelse landschapsstijl werd aangelegd.